# Raj Lal
Raj Lal (Vancouver, Columbia Británica, 29 de abril de 1985) es un actor canadiense, conocido por sus apariciones en películas y series de televisión como 2012 (2009), Beyond (2018), Fall Back Down (2019) y Zoey's Extraordinary Playlist (2020).